# 日向勝
日向 勝（ひゅうが まさる）は、日本および中華人民共和国の軍人。中国人民解放軍では林勝と名乗っていた。

## 経歴
1942年、豊橋陸軍予備士官学校卒業（砲兵科）。第34師団配属。1943年、少尉任官、警備小隊長となる。
終戦後は八路軍に参加。1946年2月、淮海で新四軍砲兵部隊教育統括責任者となる。八路軍は砲兵部隊がなかったため、一定の文化水準のある将兵を集めて砲兵の教育を基礎から行った。
1946年7月、新四軍砲兵部隊作戦参謀。1948年1月、二九軍へ転属。淮海戦役に参加する。1949年9月、二九軍砲兵団第一営隊長（大隊長）、渡江戦役などに参加する。第三野戦軍砲兵連隊の作戦参謀や大隊長、砲兵学校教育科長などを務めた。
1951年、再び砲兵学校教育科長。同年、第四野戦軍医療部隊で看護婦をしていた日本人女性と結婚する。最終的に団級にまで上り詰めた。
1958年に日本に帰国する。帰国後は日中旅行会社関西支社長代理などを務める。